# Folgen der globalen Erwärmung in Kalifornien

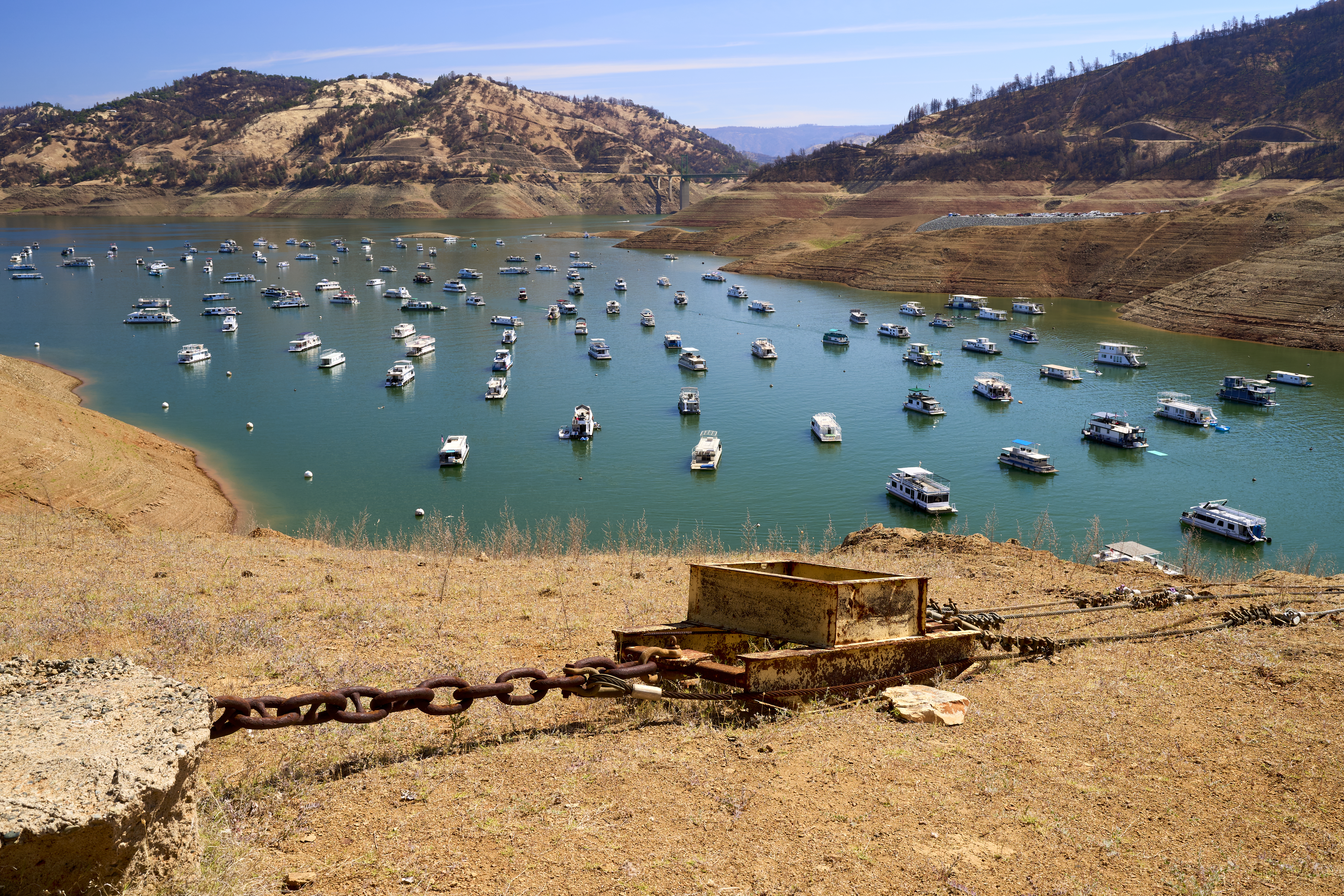
Boote auf Lake Oroville zu Beginn des Dürresommers 2021. Im Mai 2021 hatte der Wasserstand des Stausees 38 % seiner Kapazität erreicht

Die Folgen der globalen Erwärmung in Kalifornien zählen zu den regionalen und lokalen Auswirkungen der Erderwärmung.

## Temperatur
Weltweit stieg die Lufttemperatur in Bodennähe zwischen 1880 und 2012 um durchschnittlich 0,85 °C an.
Zu den besonders betroffenen Regionen gehört der Westen Nordamerikas mit einem um etwa 70 % höheren Temperaturanstieg als im weltweiten Mittel. Dies hängt vor allem damit zusammen, dass die im Westen der USA verbreiteten ariden Landflächen sich deutlich schneller erwärmen als der Ozean.
Allein im Zeitraum zwischen 1950 und 2000 kam es in Kalifornien zu einem durchschnittlichen Anstieg der Lufttemperatur von 0,99 °C. Hierbei stiegen die Minimaltemperaturen stärker als die Höchsttemperaturen. Regional wurden die stärksten Temperaturanstiege im südlichen Kalifornien beobachtet, wo die Urbanisierung am stärksten ist. In Regionen mit starker landwirtschaftlicher Bewässerung zeigte sich ein geringerer Temperaturanstieg als in ariden Gegenden.

## Schneefall
Zu den bereits beobachtbaren direkten Folgen dieser Temperaturentwicklung gehören geringerer Schneefall und geringere Wahrscheinlichkeiten der Bildung einer Schneedecke in den Bergen, v. a. in niederen und mittleren Höhenlagen, und ein früherer Beginn der Schneeschmelze. Klimamodellen zufolge wird es nach dem Jahr 2070 in Kalifornien keinen Schneefall mehr unter 1000 Höhenmetern geben. Diese Entwicklung wirkt sich in manchen Gegenden erheblich auf die Wasserversorgung aus.

## Dürre

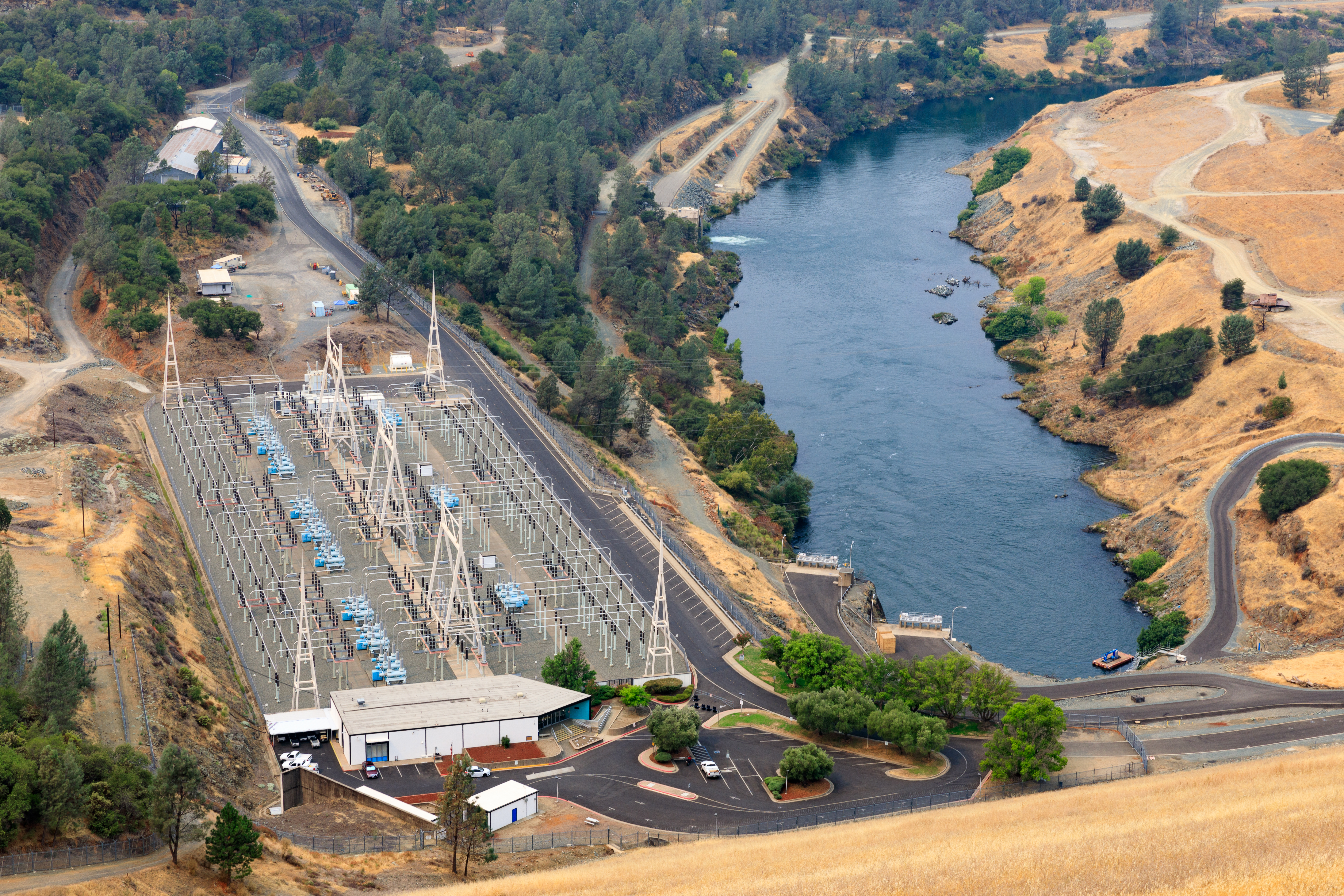
Das Edward Hyatt Kraftwerk am Oroville Dam am 15. August 2021. Aufgrund des niedrigen Wasserstandes in Lake Oroville wurde die Stromgewinnung Anfang August 2021 zum ersten Mal seit Inbetriebnahme der Anlage im Jahr 1967 ausgesetzt.

Eine Zunahme der Dauer und Intensität der Dürreperioden in Kalifornien wird beobachtet, eine Fortsetzung dieser Entwicklung wird vorhergesagt. Diesen Prognosen zufolge wird das Dürrerisiko im 21. Jahrhundert die Dürreperioden des 20. Jahrhunderts und sogar die trockensten Jahrzehnte während der Mittelalterlichen Warmzeit übertreffen. Die bisher ausgeprägteste Dürreperiode der vergangenen 1200 Jahre begann im Jahr 2011 und hielt bis zum Jahr 2017 an (vgl. Dürre in Kalifornien 2011–2017).
Als möglicher Mechanismus bei der Entstehung der Dürre in Kalifornien seit 2011 wurde ein ungewöhnlicher Hochdruckrücken über dem amerikanischen Westen diskutiert, der verhindert, dass Tiefdruckgebiete (mit Niederschlägen) das Festland erreichen. Analysen dieses Hochdruckrückens im Winter 2013/2014 ergaben, dass dieser im Spätsommer durch den Einfluss kontinuierlicher Rossby-Wellen-Energie im westlichen Nordpazifik entstand, der sich im Winter verstärkte. Der Hochdruckrücken verursachte einen Anstieg von Wellenenergie in Windrichtung, was die Tiefdruckrinne über dem Nordosten der USA weiter verstärkte, einen Dipol ergebend. Statt wie sonst üblich auf die El Niño-Southern Oscillation (ENSO) und die Pazifischen Dekaden-Oszillation (PDO) zu reagieren (ENSO war in einem nahezu neutralen Zustand, und die PDO war nicht stark ausgeprägt), korrelierten der Dipol und das assoziierte Zirkulationsmuster mit einem ENSO-Vorläufer (dem „Western North Pacific Pattern“). Dieser Zusammenhang wurde seit den 1970er Jahren zunehmend ausgeprägter, was Klimamodellen zufolge mit dem erhöhten Anteil an Treibhausgasen in der Atmosphäre assoziiert ist. Dies deutet darauf hin, dass der untersuchte Hochdruckrücken im Winter 2013/2014 und die damit zusammenhängende Dürre eine mögliche Folge der anthropogenen globalen Erwärmung darstellen. Auch die Arbeitsgruppe um Noah Diffenbaugh von der Stanford University kam zu einem ähnlichen Ergebnis.
Dass Landwirte angesichts der Dürre Grundwasser abpumpen, wird als Grund für das Absinken von Städten angesehen; als besonders betroffen gilt die Stadt Corcoran, die  in wenigen Jahren um mehrere Meter abgesunken sei.